# Jenny Åkervall
Jenny Åkervall, née le 22 décembre 1972 à Göteborg, est une joueuse de squash représentant la Suède. Elle atteint en août 2002 la 121e place mondiale sur le circuit international, son meilleur classement. Elle est championne de Suède en 2002.

## Biographie
Ses parents se mettent au squash lors du boom de ce sport à la fin des années 1970 et début des années 1980. Ils deviennent tellement accro qu'ils deviennent copropriétaires de la salle de squash de Borås. Elle remporte alors le championnat de Suède des moins de 17 ans. Elle étudie ensuite trois ans à l’université de Londres pour pouvoir combiner études et squash.
Elle est écrivain et journaliste, travaillant également comme rédacteur de discours pour les premiers ministres Göran Persson et Mona Sahlin.

## Palmarès

### Titres
- Championnats de Suède : 2002